# Hyalostenele auxomelas
Hyalostenele auxomelas är en fjärilsart som beskrevs av Louis Beethoven Prout 1934. Hyalostenele auxomelas ingår i släktet Hyalostenele och familjen mätare. Inga underarter finns listade i Catalogue of Life.